# Roupala cordifolia
Roupala cordifolia är en tvåhjärtbladig växtart som beskrevs av Carl Sigismund Kunth. Roupala cordifolia ingår i släktet Roupala och familjen Proteaceae. Inga underarter finns listade i Catalogue of Life.